# Stuart Lake
Stuart Lake (Dakelh: Nak'albun ) ist ein See im British Columbia Interior in der kanadischen Provinz British Columbia.

## Lage
Der Ort Fort St. James liegt am Seeufer nahe dessen Abfluss, dem Stuart River. Der Stuart Lake hat eine Länge von 66 km und eine Breite von 10 km. Er ist relativ seicht mit einer mittleren Tiefe von 26 m. Das Einzugsgebiet des Stuart Lake umfasst 14.200 km². Der Stuart Lake gehört zu den so genannten „Nechako-Seen“. Er gehört zum Flusssystem des Fraser River.
Der Stuart Lake bietet Freizeitmöglichkeiten wie Bootfahren, Schwimmen, Sonnenbaden an einem der vielen Sandstrände, Angeln, Wasserski, Camping, Schneemobilfahren, Eisfischen, Eissegeln, Hundeschlittenfahren. Außerdem sind hier sehr alte Bildzeichen der Ureinwohner zu sehen.
Zwei Provincial Parks mit Campingmöglichkeiten,
Paarens Beach und Sowchea Bay, befinden sich am Südufer des Sees.
Ferner gibt es mehrere Motels, Lodges und private Campingplätze in der Region.
Anlegestellen sind an verschiedenen Marinas verfügbar.
In Fort St. James und mehreren Indianergemeinden im Einzugsbereich des Sees liegen mehrere Sägemühlen.
Der Stuart Lake ist gewöhnlich von Mitte Dezember bis Mitte April eisbedeckt.
Zur Fauna des Sees gehören die Regenbogenforelle, der Amerikanische Seesaibling und die Quappe.

## Hydrographische Eigenschaften des Sees
Die jährliche Abflussmenge beträgt 4,1 km³. Dies entspricht einem mittleren Abfluss von 130 m³/s.

## Geschichte
Der Stuart Lake ist wichtig für die Geschichte von British Columbia, da hier Fort St. James, gegründet wurde, die erste Siedlung, die nicht-indianischen Ursprungs war. James McDougall besuchte als erster Weißer den See im Jahre 1806. McDougall unternahm seine Erkundungen als Assistent von Simon Fraser.
Fraser und weitere Mitglieder seiner Expedition errichteten bald danach einen Handelsposten der North West Company mit einer Garnison, die von John Stuart geführt wurde. Ihm zu Ehren wurde der englische Name für den See gewählt.
Der ursprüngliche Name in der Dakelh-Sprache lautet Nak'albun , wortgetreu „Mt. Pope-See“, nach dem Berg, der ihn überragt, Nak'al , welcher im Englischen Mt. Pope heißt.